# 克利斯蒂安·哈里森
克利斯蒂安·哈里森（Christian Harrison，1994年5月29日—）是一位美國職業網球運動員。

## 外部連結
- 克利斯蒂安·哈里森（英文/西班牙文）的官方資料
- 克利斯蒂安·哈里森的國際網球總會 職業／青少年 官方資料（英文）